# Brea de Tajo
Brea de Tajo är en kommun i Spanien. Den ligger i den autonoma regionen Madrid, i den centrala delen av landet, 50 km öster om huvudstaden Madrid. Antalet invånare är 579 (2024).